# Vlková
Vlková är en kulle i Tjeckien.   Den ligger i regionen Mellersta Böhmen, i den centrala delen av landet, 26 km sydost om huvudstaden Prag. Toppen på Vlková är 525 meter över havet, eller 125 meter över den omgivande terrängen. Bredden vid basen är 14,2 km.
Terrängen runt Vlková är huvudsakligen platt, men västerut är den kuperad.Runt Vlková är det ganska tätbefolkat, med 108 invånare per kvadratkilometer. Närmaste större samhälle är Modřany, 19,5 km nordväst om Vlková. I omgivningarna runt Vlková växer i huvudsak blandskog.